# Wilkinson Heights
Wilkinson Heights es un lugar designado por el censo ubicado en el condado de Orangeburg, en el estado estadounidense de Carolina del Sur. La localidad en el año 2000 tiene una población de 3.068 habitantes en una superficie de 7,8 km², con una densidad poblacional de 394,4 personas por km². 

## Geografía
Wilkinson Heights se encuentra ubicado en las coordenadas 33°29′28″N 80°50′2″O / 33.49111, -80.83389. Según la Oficina del Censo, el pueblo tiene un área total de 7,8 km² (3 mi²), de la cual 7,8 km² (3 mi²) es tierra y 0 km² (0 mi²) (0%) es agua.

### Localidades adyacentes
El siguiente diagrama muestra a las localidades en un radio de 16 kilómetros (9,9 mi) de Wilkinson Heights.

## Demografía
En el 2000 la renta per cápita promedia del hogar era de $22.065, y el ingreso promedio para una familia era de $25.110. El ingreso per cápita para la localidad era de $11.360. En 2000 los hombres tenían un ingreso per cápita de $23.705 contra $20.194 para las mujeres. Alrededor del 28,4% de la población estaba bajo el umbral de pobreza nacional. 